# Coelioxys coloboptyche
Coelioxys coloboptyche är en biart som beskrevs av Holmberg 1887. Coelioxys coloboptyche ingår i släktet kägelbin, och familjen buksamlarbin. Inga underarter finns listade i Catalogue of Life.